# Absintalsem
Absintalsem, Alsem of Absinth (Artemisia absinthium) is een plant uit de composietenfamilie (Asteraceae). De soort staat op de Nederlandse Rode lijst van planten als vrij zeldzaam en matig in aantal afgenomen. Het is een vaste plant die van nature voorkomt op droge, kalkhoudende, stikstofrijke, bewerkte gronden in de gematigde streken van Europa, Azië en Noord-Afrika. De geslachtsnaam Artemisia is afgeleid van de Griekse jachtgodin Artemis.
De plant wordt 60–120 cm lang en bloeit met lichtgele bloemen van juli tot september. Absintalsem heeft veerdelige bladeren, die aan beide zijden grijs viltig behaard zijn. De plant vormt een wortelstok (rizoom).

## Gebruik
Aan de knoppen van absintalsem wordt vanouds een geneeskrachtige werking toegeschreven. Het bittere aftreksel van deze knoppen vormt een belangrijk bestanddeel van de dranken vermout en (klassieke) absint. De smaakstoffen die daarbij een rol spelen zijn absinthine en het naar menthol ruikende terpeen thujon.
Zoals alle alcoholhoudende dranken, kan absint bij langdurig en frequent gebruik leiden tot verslaving en zenuw- en hersenbeschadiging.

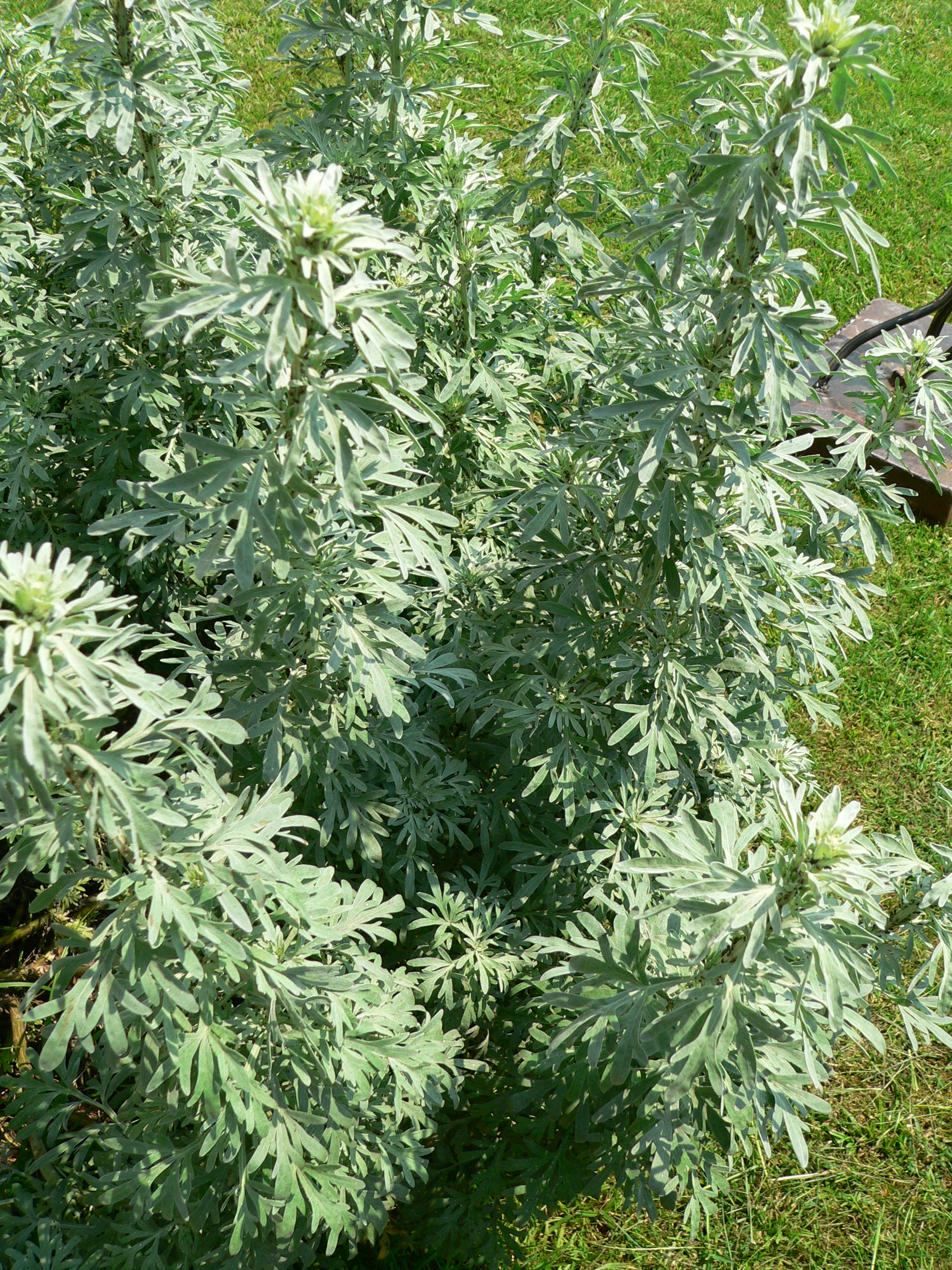
Absintalsem
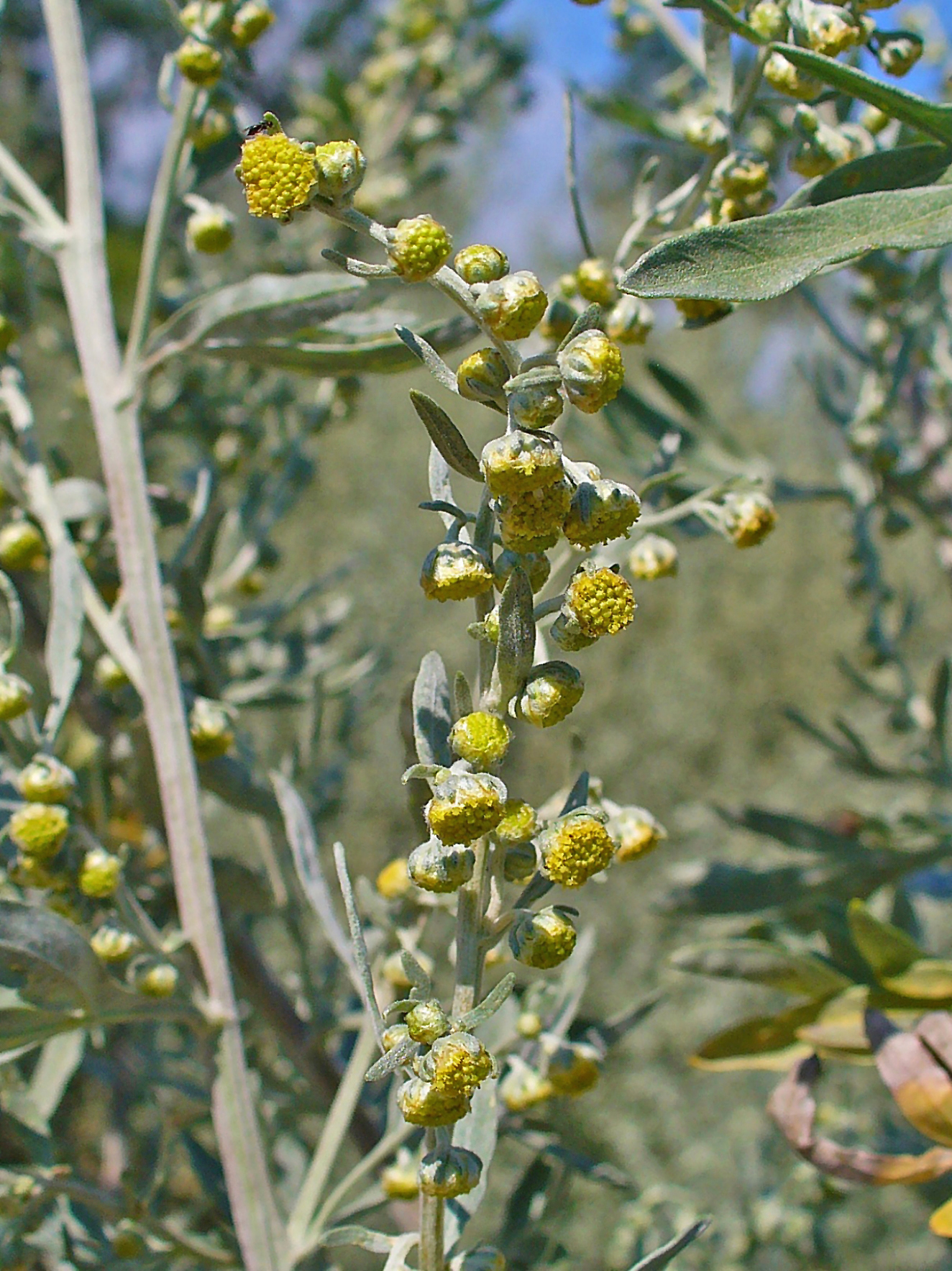
Bloeiwijze
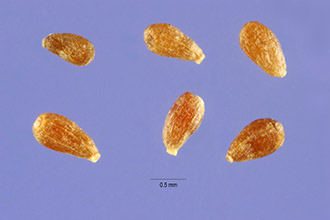
Zaden